# Zalew Kuroński
Zalew Kuroński (lit. Kuršių marios, ros. Kurszskij zaliw, niem. Kurisches Haff) – laguna na południowo-wschodnim wybrzeżu Morza Bałtyckiego na terytorium Rosji (obwód królewiecki) i Litwy. Zalew jest oddzielony od Bałtyku Mierzeją Kurońską. Jego nazwa pochodzi od bałtyckiego ludu Kurów. Do zalewu uchodzi tworząc deltę rzeka Niemen, zbierająca wody z Białorusi, Republiki Litewskiej i obwodu królewieckiego Rosji oraz z Polski (z powierzchni 3170 km², rzekami Czarna Hańcza i Świsłocz).
Zalew powstał 7000 lat temu, gdy wiatr i prądy morskie ukształtowały Mierzeję Kurońską.
Powierzchnia Zalewu wynosi 1584 km², w tym 413 km² obejmuje część należąca do Republiki Litewskiej. Zalew połączony jest z Morzem Bałtyckim Cieśniną Kłajpedzką (w najwęższej północnej części zwężającej się do tylko 390 metrów), nad którą leży jedyny litewski port pełnomorski Kłajpeda.
Na ekosystem laguny wpływają masy wód słodkich, słonawych i słonych. Zasolenie wód w północnej części zalewu może wahać się od 0,1 do 7%. Odczyn wody w zalewie wynosi 7,5–8,9, a przezroczystość słupa wody 0,2–1 m. Średnia głębokość zalewu wynosi 3,8 m a największe głębokości znajdują się w rejonie południowo-zachodnim, w pobliżu osiedla Rosity (5,8 m).
W Cieśninie Kłajpedzkiej głębokość wynosi 14,5 m ale jest to tor żeglugowy powstały i utrzymywany dzięki systematycznym pracom czerpalnym.